# Przełęcz Międzyleska

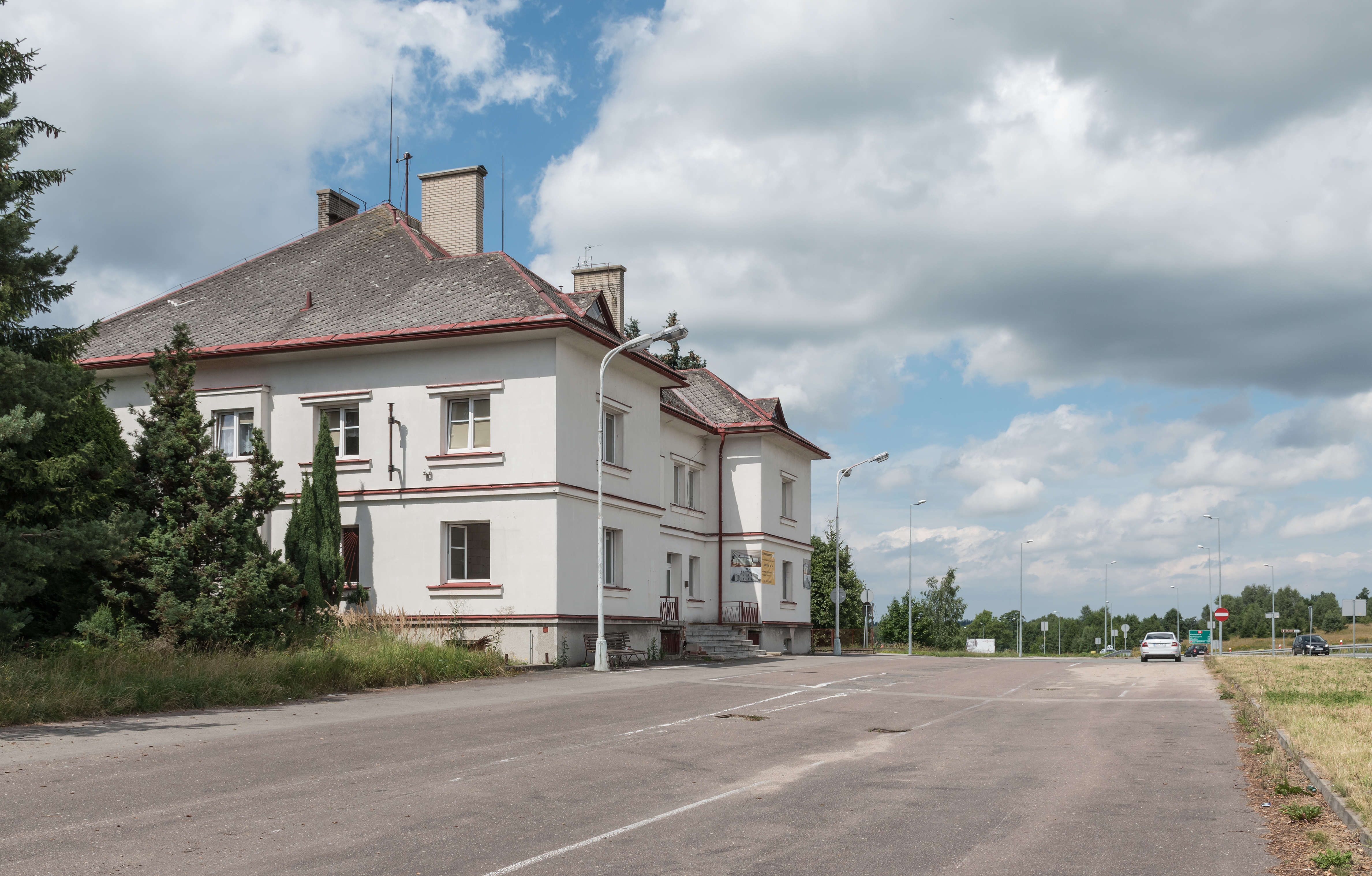
Przejście graniczne Boboszów-Dolní Lipka leżące na przełęczy

Przełęcz Międzyleska (cz. Mladkovské sedlo, 534 m n.p.m.) – przełęcz graniczna między Sudetami Środkowymi a Sudetami Wschodnimi.

## Położenie i opis
Przełęcz Międzyleska położona jest w południowo-zachodniej Polsce około 6,5 km na południowy wschód od Międzylesia, na granicy z Czechami.
Przełęcz stanowi szerokie, rozległe i bezleśne siodło o łagodnie wznoszących się stokach, rozdzielające Góry Bystrzyckie od Masywu Śnieżnika. Przełęcz stanowi naturalną granicę pomiędzy Sudetami Środkowymi a Sudetami Wschodnimi. Oś przełęczy przebiega południkowo. Wschodni stok przełęczy tworzy zachodnie zbocze Masywu Śnieżnika, a zachodni stok to wschodnie zbocze Gór Bystrzyckich. Zbocza przełęczy w większości zajmują łąki i obszary rolnicze, a w dolnej części przełęczy położona jest miejscowość Boboszów. Przełęcz jest naturalną drogą wyjścia na południe z Kotliny Kłodzkiej, na przełomie I i II wieku n.e. przez Przełęcz Międzyleską wiódł słynny bursztynowy szlak rzymskich kupców.

## Szlaki komunikacyjne
Przez przełęcz prowadzi droga krajowa nr 33 do Czech: Boboszów – Dolní Lipka oraz powyżej przełęczy zachodnim stokiem przechodzi szlak kolejowy Wrocław – Praga.

## Turystyka
Przez przełęcz przechodzą szlaki turystyczne:
- żółty – fragment Europejskiego długodystansowego szlaku pieszego E3 prowadzącego z Międzylesia przez Boboszów do przełęczy,
- zielony – fragment szlaku prowadzący wzdłuż granicy z Lesicy na Śnieżnik.

Na przełęczy znajduje się granica państwowa Polski i Czech i przejście graniczne Boboszów-Dolní Lipka.